# Johanna Borski

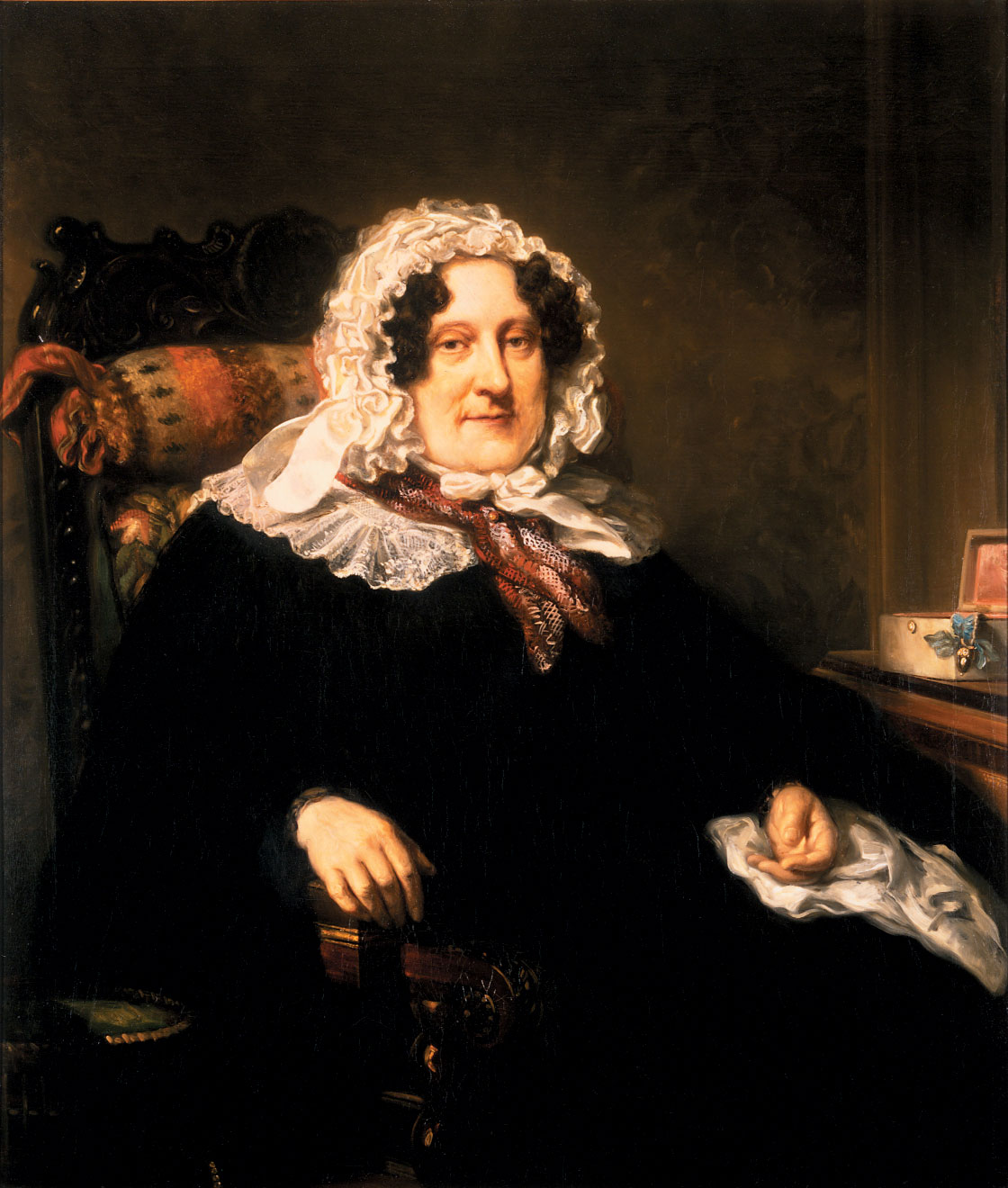
Johanna Borski

Johanna Jacoba Borski-van de Velde (* 26. August 1764 in Amsterdam; † 4. Dezember 1846 ebenda) war eine niederländische Bankierin und Fondsmanagerin.

## Leben
Johanna Jacoba van de Velde wurde am 26. August 1764 in Amsterdam geboren. Sie war die Tochter des Flachshändlers Johannes van de Velde (1732–1787) und Bruna Jacoba Schouten (1729–1802). Ihr Vater hatte es mit dem Textilhandel zu einem gewissen Wohlstand gebracht. Möglich ist, dass ihre Eltern ihr kaufmännisches Talent bereits förderten, denn nachdem sie am 19. Dezember 1790 den Bankier und Fondsmakler Willem Borski (1765–1814) in Amsterdam geheiratet hatte, führte sie während seiner Auslandsaufenthalte seine Geschäfte. Dies geht aus der erhaltenen Korrespondenz hervor. Aus der Ehe gingen zehn Kinder hervor, von denen fünf Töchter und drei Söhne das Erwachsenenalter erreichten. Innerhalb von zehn Jahren entwickelte sich ihr Mann von einem Makler unter anderem für Getreide und Reis zu einem mächtigen Wertpapiermakler, dem ständigen Subunternehmer und Berater des Handels- und Bankhauses Hope & Co. bei großen Börsentransaktionen. Im Jahr 1812 war Willem Borski der zweitreichste Einwohner Amsterdams.
Überraschend starb ihr Mann 1814, da war das jüngste der Kinder, Johannes (1807–1899), sechs Jahre alt. Johanna Borski beschloss, das Unternehmen als „Weduwe W. Borski“ weiterzuführen, zusammen mit dem Generalstaatsanwalt Johannes Bernardus Stoop (1781–1856), der seit 1790 im Unternehmen tätig war. Es war keineswegs ungewöhnlich, dass Witwen die Nachfolge ihres Mannes in einem Unternehmen antraten, um es an die nächste Generation weiterzugeben. Auch in anderen Kaufmannsfamilien übernahmen die Frauen die Geschäfte der Familien, wie in den Familien Van Eeghen oder Insinger. Mit der Familie Insinger bestanden zudem enge Bindungen. Der älteste Borski-Sohn, David (1793–1870), heiratete 1816 Anna Jacoba Insinger (1790–1854), während die dritte Tochter, Wilhelmina Jacoba (1800–1894) Albrecht Fredrik Insinger (1788–1872) 1823 heiratete. Auch zu Jerôme Sillem, einem Partner bei Hope & Co., bestand eine familiäre Verbindung: Er war der Schwiegervater von Johanna Borskis jüngstem Sohn Johannes.
Auf der Messe, zu der Frauen nur als Zuschauer Zutritt hatten, wurde die Firma Weduwe W. Borski von Johannes Stoop vertreten. Jedoch lag die Geschäftsleitung in den Händen von Johanna Borski. Sie führte das Unternehmen bis zu ihrem achtzigsten Lebensjahr. Während ihre männlichen Kaufmanns- und Bankkollegen bei ihrem obligatorischen täglichen Besuch an der Börse immer miteinander sprachen, musste jeder, der mit der Witwe Borski sprechen wollte, in ihrem Haus in der Keizersgracht vorsprechen. Gerne hielt sie sich auch in ihrem Obstgarten in der Amsterdam Plantage oder auf dem Anwesen „Elswout“ in den Kennemerduinen, das Willem Borski 1805 kaufte und von seiner Witwe durch beträchtliche Landkäufe erweiterte. Sie führte zusammen mit Stoop das Unternehmen an die Spitze des Amsterdamer Geldmarktes. Ihr Unternehmen Weduwe W. Borski war ständiger Partner der Firma Hope & Co.
Dazu gehörte auch die Platzierung russischer Anleihen, die sich allein in den 1820er Jahren auf mehr als einhundertzwanzig Millionen Gulden beliefen. Die Stärke des Unternehmens liegt in einem von Willem Borski bereits organisierten Kreis von Kommissionären und Verwaltungsbüros, der für die Vermittlung und Betreuung der Emissionen sorgte. Darüber hinaus führte das Unternehmen Großtransaktionen auf eigene Rechnung durch. Die neu gegründete Nederlandsche Bank konnte ihre Aktienemission im Jahr 1816 zunächst nicht abschließen. Es drohte ein Fiasko, bis die Witwe Borski im März die restlichen vierzig Prozent übernahm und einen florierenden Markt dafür schuf.
Nachdem die Niederländische Handelsgesellschaft in den 1830er Jahren aufgrund unfreiwilliger Avancen an König Wilhelm I. in große Bedrängnis geraten war, sorgte die Gesellschaft für Nachschub. Weduwe W. Borski gewährte dem Unternehmen im Jahr 1840 umfangreiche, durch Wertpapiere besicherte Kredite. Den Großteil davon hat Johanna Borski persönlich erledigt. Mit einem Vermögen von rund vier Millionen Gulden dürfte sie in jenen Jahren einer der reichsten Menschen im Königreich gewesen sein. Hinzu kamen Immobilien, sechs Häuser in Amsterdam, darunter das Haus und Büro an der Keizersgracht sowie Grundstücke.
Johanna Borski zog sich langsam aus der Unternehmung nach „Elswout“ zurück. Die Geschäfte wurden zunehmend von ihrem Sohn Willem Borski II (1799–1881), der 1832 die Nachfolge von Stoop angetreten hatte, als dieser die Firma Hope & Co. verließ. Willem Borski entwickelte sich ebenfalls zu einer Schlüsselfigur an der Börse und de facto zum Leiter der Partnerschaft mit Hope & Co.
1844 schied die Witwe Borski aus dem nach ihr benannten Unternehmen aus. Sie starb zwei Jahre später im Alter von 81 Jahren. Auf der Todesanzeige ist als „Beruf“ eingetragen: „Fondshändlerin“. Aufgrund einer testamentarischen Verfügung gingen mehrere Familiengemälde mit ihr zu Grabe in der Amsterdamer Nieuwe Kerk, sodass das einzige bekannte Porträt von ihr eine Kopie eines Gemäldes von Nicolaas Pieneman (1809–1859) ist.